# Лавский, Владислав Фёдорович
Владислав Фёдорович Лавский (укр. Владислав Федорович Лавський; род. 16 марта 2000, Мена, Черниговская область) — украинский легкоатлет (прыжок в высоту). Участник Олимпийских игр 2024 года. Мастер спорта Украины.

## Биография
Родился в городе Мена Черниговской области. Занимался в Менской детско-юношеской спортивной школе под руководством тренера Надежды Таратухиной.
Учился во Львовском профессиональном колледже спорта. Его тренером являлась Мирослава Скалоцкая. Неоднократно становился победителем юношеских и молодёжных чемпионатов Украины. Летом 2017 года поступил во Львовский национальный университет ветеринарной медицины и биотехнологий имени С. З. Гжицкого.

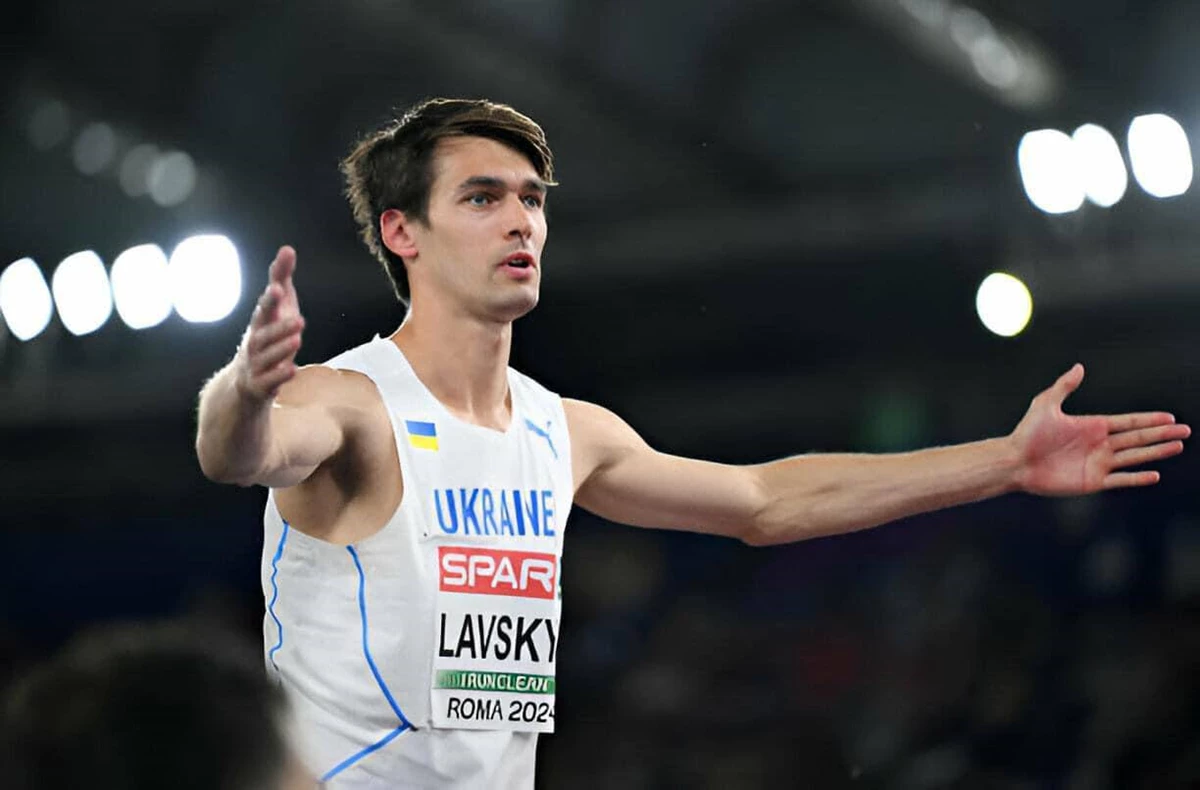
В 2024 году

Норматив кандидата в мастера спорта выполнил в 2016 году, прыгнув высоту на 205 сантиметров. Завоевал бронзовую медаль на юношеском чемпионате мира 2017 года в Найроби, прыгнув на 2 метра 11 сантиметров. На следующем мировом чемпионате в Тампере Лавский на один сантиметр улучшил свой результат, но на этот раз не смог выйти в финал. Десятый результат украинец показал на юношеском чемпионат Европы 2019 года в Буросе, а на молодёжном чемпионат Европы 2021 года в Таллине стал пятым.
Триумфом закончилась поездка на Универсиаду 2021 года в Китае, где Лавский тренируясь под руководством Валерия Лебедюка взял золото с результатом 2,25 метра. Победу он посвятил своему Мирославе Скалоцкой, которая скончалась за два месяца до турнира.
Его дебют на взрослом турнире состоялся на чемпионате Европы 2024 года в Риме, где украинец завоевал серебряную медаль с результатом 2,29 метра, уступив итальянцу Джанмарко Тамбери. В июне 2024 года стал вторым и на чемпионате Украины, взяв высоту 2.29 метра.
Благодаря позиции в мировом рейтинге получил путёвку на Олимпийские игры 2024 года в Париже.

## Результаты
| Год  | Соревнование                    | Город   | Место    | Результат |
| ---- | ------------------------------- | ------- | -------- | --------- |
| 2017 | Чемпионат мира среди юношей     | Найроби | 3        | 2,11 м    |
| 2018 | Чемпионат мира среди юниоров    | Тампере | 14 (кв.) | 2,12 м    |
| 2019 | Чемпионат Европы среди юниоров  | Бурос   | 10       | 2,00 м    |
| 2021 | Чемпионат Европы среди молодёжи | Таллин  | 5        | 2,14 м    |
| 2021 | Универсиада                     | Чэнду   | 1        | 2,25 м    |
| 2024 | Балканские игры                 | Измир   | 1        | 2.23 м    |
| 2024 | Чемпионат Европы                | Рим     | 2        | 2,29 м    |